# Innervision
Innervision er en sang af det alternative metalband System of a Down. Den blev udgivet som en promosingle. Sangen er fra bandet tredje album Steal This Album! og skrevet af Tankian og Malakian.